# Hadrophasis angolensis
Hadrophasis angolensis là một loài bọ cánh cứng trong họ Tenebrionidae. Loài này được J. Ferrer miêu tả khoa học đầu tiên năm 1992.